# Fonfría (Aragonia)
Fonfría – gmina w Hiszpanii, w prowincji Teruel, w Aragonii, o powierzchni 20,58 km². W 2014 roku gmina liczyła 30 mieszkańców.